# Rectivena intermediata
Rectivena intermediata är en stekelart som beskrevs av Van Achterberg 1991. Rectivena intermediata ingår i släktet Rectivena och familjen bracksteklar. Inga underarter finns listade i Catalogue of Life.